# Haiti nos Jogos Olímpicos de Verão de 1976
O Haiti competiu nos Jogos Olímpicos de Verão de 1976 em Montreal, Canadá. A delegação do país consistiu em dez atletas, três boxeadores e treze oficiais. Entre os oficiais estava Gerard Raoul Rouzier, que serviu na Comissão Disciplinar de Futebol durante os jogos.

## Results by event

### Atletismo
100m feminino
- Antoinette Gauthier
  - Primeira Rodada — 13,11 segundos (→ não avançou)

200m feminino
- M. Louise Pierre
  - Primeira Rodada — 28,19 segundos (→ não avançou)

400m feminino
- Rose Gauthier
  - Primeira Rodada — 1:13.27 (→ não avançou)

100m masculino
- Philippe Etienne
  - Primeira Rodada — 11,05 segundos (→ não avançou)

200m masculino
- Philippe Etienne
  - Primeira Rodada — 22,57 segundos (→ não avançou)

400m masculino
- Wilfrid Cyriaque
  - Primeira Rodada — 51,49 segundos(→ não avançou)

800m masculino
- Wilnor Joseph
  - Primeira Rodada — 2:15.26 (→ não avançou)

1.500m masculino
- Emmanuel Saint-Hilaire
  - Primeira Rodada — 4:23.41 (→ não avançou)

5.000m masculino
- Dieudonné Lamothe
  - Fase Classificatória — 18:50.07 (→ não avançou)

10.000m masculino
- Olmeus Charles
  - Fase Classificatória — 42:00.11 (→ não avançou)

Maratona masculina
- Thanculé Dezart — não terminou (→ sem classificação)
- Olmeus Charles — não começou (→ sem classificação))

### Boxe
Peso Leve (−60 kg)
- Yves Jeudy
  - Primeira Rodada — Bye
  - Segunda Rodada - Ganhou por desistência
  - Terceira Rodada — Bye
  - Quartas-de-final — Perdeu para Ace Rusevski da Iugoslávia, árbitro parou o duelo na segunda rodada (→ não avançou)

Peso Meio-Médio Ligeiro (−63.5 kg)
- Siergot Sully
  -     - Primeira Rodada — Perdeu para Ismael Martinez de Porto Rico, 5–0 (→ não avançou)

Peso Meio-Médio (−67 kg)
- Wesly Felix
  - Primeira Rodada — Bye
  - Segunda Rodada - Ganhou por desistência
  - Terceira Rodada — Perdeu para Clinton Jackson dos Estados Unidos, nocauteado no 1º round (→ não avançou)